# Periphyllus montanus
Periphyllus montanus är en insektsart som beskrevs av Sorin 1979. Periphyllus montanus ingår i släktet Periphyllus och familjen långrörsbladlöss. Inga underarter finns listade i Catalogue of Life.